# Miss Mundo China
Miss Mundo China (en chino: 世界小姐中国赛区) es un concurso de belleza nacional en China. Se encarga de seleccionar a la representante del país para el concurso Miss Mundo. Es el primer y más antiguo concurso de belleza nacional en China.
La actual Miss Mundo China es Ke Xuxin, quien representó a su país en Miss Mundo 2023.

## Ganadoras
: Declarada como ganadora
     : Terminó como finalista
     : Terminó como una de las semifinalistas o cuartofinalistas
     : Terminó como ganadora de premios especiales
| 1994 | Anhui                                                                  | Pan Tao 潘涛                                                           | No clasificó                                                           | |                                                                        |                                                                        |
| 2001 | Jiangxi                                                                | Li Bing 李冰                                                           | Top 5                                                                  | - Miss Mundo Asia-Pacífico |                                                                        |                                                                        |
| 2002 | Hainan                                                                 | Wu Yingna 吴英娜                                                       | Top 5                                                                  | - Miss Mundo Asia-Pacífico |                                                                        |                                                                        |
| 2003 | Jilin                                                                  | Guan Qi 关琦                                                           | Segunda finalista                                                      | - Miss Mundo Asia-Pacífico - Talento (Top 21) |                                                                        |                                                                        |
| 2004 | Chongqing                                                              | Yang Jin 杨金                                                          | Top 15                                                                 | - Talento (1.ª finalista) - Top Model (Top 20) |                                                                        |                                                                        |
| 2005 | Shanxi                                                                 | Zhao Tingting 赵婷婷                                                   | No clasificó                                                           | - Talento (Top 16) |                                                                        |                                                                        |
| 2006 | Pekín                                                                  | Liu Duo 刘多                                                           | No clasificó                                                           | - Designer's Evening Wear (Top 20) |                                                                        |                                                                        |
| 2007 | Pekín                                                                  | Zhang Zilin 张梓琳                                                     | Miss Mundo 2007                                                        | - Miss Mundo Asia-Pacífico - Belleza Playera (2.ª finalista) - Top Model (ganadora) |                                                                        |                                                                        |
| 2008 | Liaoning                                                               | Mei Yanling 梅妍凌                                                     | No clasificó                                                           | Top Model (Top 32) |                                                                        |                                                                        |
| 2009 | Anhui                                                                  | Yu Sheng 余声                                                          | No clasificó                                                           | - Designer's Evening Wear (Top 12) |                                                                        |                                                                        |
| 2010 | Liaoning                                                               | Tang Xiao 唐潇                                                         | Top 5                                                                  | - Miss Mundo Asia-Pacífico - Belleza Playera (3.ª finalista) - Top Model (Top 20) |                                                                        |                                                                        |
| 2011 | Heilongjiang                                                           | Liu Chen 刘晨                                                          | No clasificó                                                           | - Talento (Top 11) - Top Model (Top 20) |                                                                        |                                                                        |
| 2012 | Heilongjiang                                                           | Yu Wenxia 于文霞                                                       | Miss Mundo 2012                                                        | - Talento (ganadora) - Top Model (Top 10) - Belleza Playera (Top 10) |                                                                        |                                                                        |
| 2013 | Shaanxi                                                                | Yu Weiwei 余薇薇                                                       | No clasificó                                                           | - Belleza Playera (Top 11) |                                                                        |                                                                        |
| 2014 | Pekín                                                                  | Du Yang 杜暘                                                           | Top 25                                                                 | - Top Model (Top 5) - Premio People's Choice (Top 25) |                                                                        |                                                                        |
| 2015 | Anhui                                                                  | Yuan Lu 袁璐                                                           | Top 20                                                                 | Top Model (Top 30) |                                                                        |                                                                        |
| 2016 | Henan                                                                  | Jing Kong 孔敬                                                         | Top 11                                                                 | Top Model (ganadora) |                                                                        |                                                                        |
| 2017 | Heilongjiang                                                           | Guan Siyu 关思宇                                                       | Top 40                                                                 | Top Model (3.ª finalista) |                                                                        |                                                                        |
| 2018 | Ningxia                                                                | Mao Peirui 毛培蕊                                                      | Top 30                                                                 | - Top Model (1.ª finalista) - Talento (1.ª finalista) - Premio al Diseñador de Moda Mundial (ganadora) - Video Promocional de Turismo de Sanya (1.ª finalista) - Beauty with a Purpose (Top 25) |                                                                        |                                                                        |
| 2019 | Hebei                                                                  | Peishan Li 李珮姗                                                      | Top 40                                                                 | - Talento (Top 27) - Top Model (Top 40) |                                                                        |                                                                        |
| 2020 | Debido al impacto de la pandemia de COVID-19, no hubo concurso en 2020 | Debido al impacto de la pandemia de COVID-19, no hubo concurso en 2020 | Debido al impacto de la pandemia de COVID-19, no hubo concurso en 2020 | Debido al impacto de la pandemia de COVID-19, no hubo concurso en 2020 | Debido al impacto de la pandemia de COVID-19, no hubo concurso en 2020 | Debido al impacto de la pandemia de COVID-19, no hubo concurso en 2020 |
| 2021 | Pekín                                                                  | Jiang Siqi 姜思齐                                                      | Top 40                                                                 | - Beauty with a Purpose (Top 28) |                                                                        |                                                                        |
| 2023 | Hubei                                                                  | Ruan Yue (Destituida) 阮悅                                             | No compitieron                                                         | No compitieron |                                                                        |                                                                        |
| 2023 | Shanghái                                                               | Qin Zewen (Asumió) 秦澤文                                              | No compitieron                                                         | No compitieron |                                                                        |                                                                        |
| 2023 | Heilongjiang                                                           | Ke Xuxin 柯旭鑫                                                        | No clasificó                                                           | |                                                                        |                                                                        |
| 2025 | Fujian                                                                 | Liu Wanting 刘婉婷                                                     | Por competir                                                           | Por competir |                                                                        |                                                                        |